# Yamaha Motor Company
La Yamaha Motor Company Limited (ヤマハ発動機株式会社 Yamahahatsudōki kabushikigaisha?) (TYO: 7272), es una compañía japonesa con sede central en Iwata, Japón, parte de Yamaha Corporation, especializada en fabricación de quads, motocicletas, motonieves, motores fuera de borda, motos de agua.

## Historia
Liderada por su primer presidente Genichi Kawakami, entró en producción en 1955 con el modelo de 2 tiempos la YA-1 (copia de la alemana DKW RT125), la cual ganó el tercer lugar en la competencia de Ascenso al Monte Fuji.
Desde los años 1970, Yamaha se distinguía por sus potentes y livianas motos para la época. Mientras que las otras marcas, solo se dedicaban a motos de paseo, Yamaha hacía motos de competición para los usuarios de calle las cuales dejaron inmaculados recuerdos como la RD 350 o RD 400 (Daytona) que hoy en día siguen estando entre nosotros.

## Yamaha en el mundo

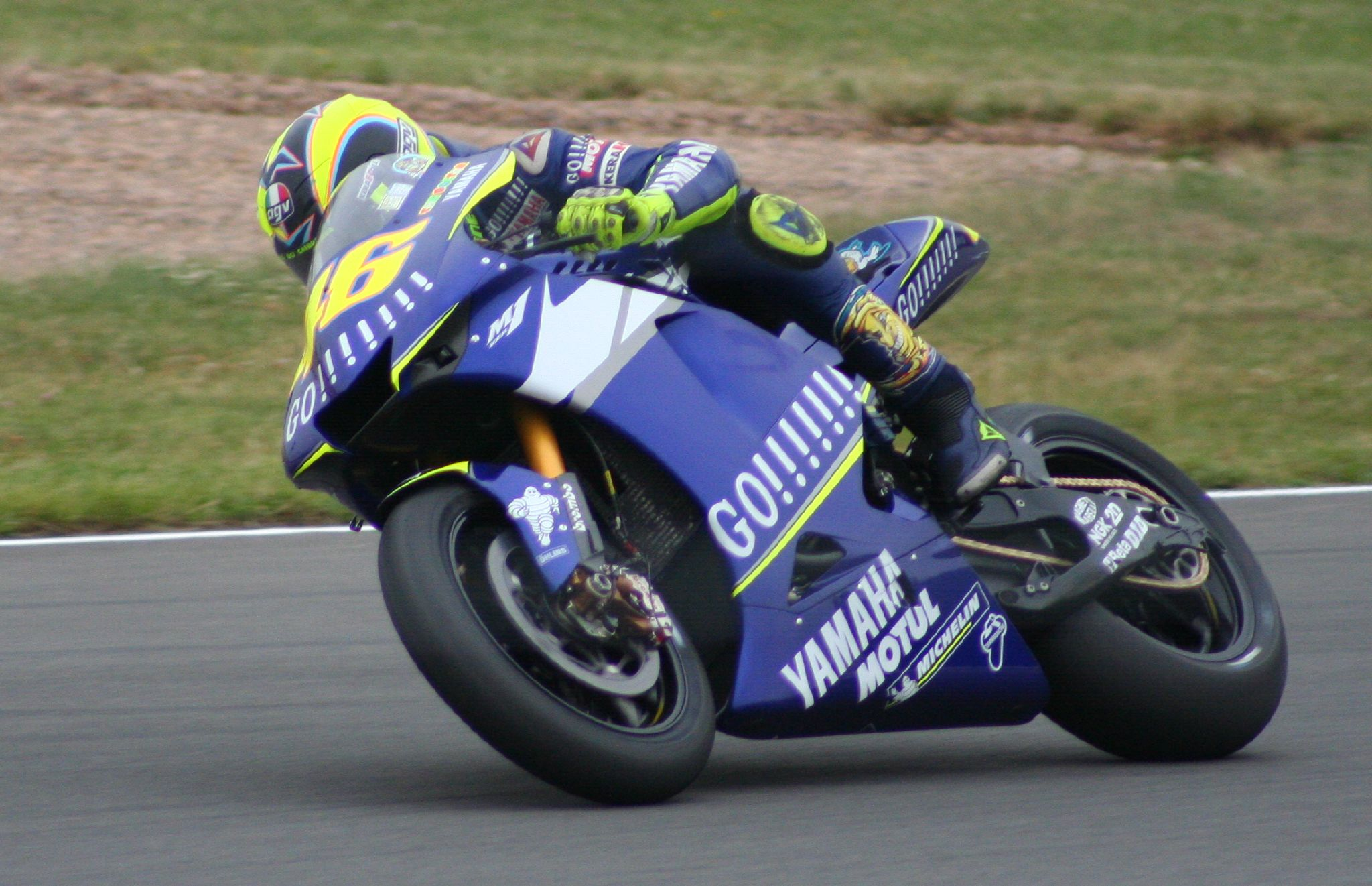
Valentino Rossi en la Yamaha R1 "Gauloises".

### Yamaha Argentina
Yamaha Motor se establece en Argentina en diciembre de 1995, contando con el apoyo su casa matriz e importando motos de 2 y 4 tiempos, cuatriciclos, motos de agua, motores fuera de borda, generadores eléctricos y motores internos Diesel. En octubre de 2007 abre su primera planta en Argentina, más precisamente en la localidad bonaerense de Ituzaingó. El primer modelo producido es la YBR125, una motocicleta de calle. Posteriormente, se le sumó la XTZ 125 y en enero de 2011, la FZ16. La nueva sede posee 4500 metros cuadrados de superficie, en la que también se comercializan piezas de reposición y se brinda asistencia a los compradores, junto con la atención al cliente. Fue parte de la inauguración Takashi Kajikawa, presidente mundial de Yamaha Motor. En octubre de 2010, celebra las 50000 unidades producidas en la planta argentina con nuevas inversiones.
Desde agosto de 2014 es el patrocinador principal del Club Atlético Lanús de la Primera División de Argentina.

## Yamaha en competiciones
La fábrica está involucrada en el campeonato de MotoGP, en el que consiguió ocho campeonatos mundiales en 2004, 2005, 2008, 2009, 2010, 2012, 2015 y 2021 de la mano de Valentino Rossi,  Jorge Lorenzo y Fabio Quartararo respectivamente con el equipo Movistar Yamaha MotoGP.

### Yamaha en Fórmula 1
Yamaha produjo motores de Fórmula 1 de 1989 a 1997 (con una pausa de un año en 1990), inicialmente para el equipo Zakspeed, en 1991 para el Brabham BT60Y, en 1992 para el Jordan 192, de 1993 a 1996 para Tyrrell y en 1997. para las Flechas A18. Los motores Yamaha nunca ganaron una carrera (Damon Hill casi lo hizo en el Gran Premio de Hungría de 1997), pilotos como Damon Hill, Ukyo Katayama, Mark Blundell y Mika Salo obtuvieron algunos resultados aceptables. Blundell logró un sorprendente tercer lugar en el Gran Premio de España de 1994, mientras que Hill coronaría con el segundo lugar en el Gran Premio de Hungría de 1997. Estos resultados se habían considerado debido a que en parte, Yamaha colaboró con la John Judd Engine Organization para crear un motor mejor y confiable; sin embargo, surgieron dudas sobre si los motores Yamaha utilizados desde 1993 hasta 1997, eran solo motores Judd rebautizados como Yamaha.
1994 fue considerado el año más exitoso de Yamaha en términos de puntos acumulados; aparte del podio logrado por Blundell en España, el motor Yamaha en el Tyrrell Car logró 4 quintos puestos y 1 sexto puesto a lo largo de la temporada. Debido a la inconsistencia del motor a lo largo de los años, a menudo eran poco confiables y generalmente se los consideraba no muy potentes, el motor impulsado por Yamaha nunca consiguió una vuelta más rápida o una pole position a pesar de estar en la parrilla durante casi una década.
Después de la conclusión de la temporada de Fórmula 1 de 1997, Yamaha decidió retirarse del deporte, una posible razón para esto fue debido a un desacuerdo con Arrows con respecto a la identificación del motor de 1998. Yamaha deseaba realizar trabajos en el motor con sus ingenieros mientras Arrows deseaba que sus propios ingenieros trabajaran en el motor sin dejar de tenerlo como motor Yamaha. Finalmente, Yamaha terminó rompiendo la sociedad, retirándose de la Fórmula 1 y dejando sus motores en poder de la escudería Arrows, quienes finalmente terminaron rebautizándolos con su propio nombre.

#### Resultados en Fórmula 1
| Año  | Escudería                   | Chasis                      | Pilotos           | 1    | 2    | 3    | 4    | 5    | 6    | 7    | 8    | 9    | 10   | 11   | 12   | 13   | 14   | 15   | 16   | 17  | Puntos | Pos. |
| ---- | --------------------------- | --------------------------- | ----------------- | ---- | ---- | ---- | ---- | ---- | ---- | ---- | ---- | ---- | ---- | ---- | ---- | ---- | ---- | ---- | ---- | --- | ------ | ---- |
| 1989 | West Zakspeed Racing        | Zakspeed 891                |                   | BRA  | SMR  | MON  | MEX  | USA  | CAN  | FRA  | GBR  | GER  | HUN  | BEL  | ITA  | POR  | ESP  | JPN  | AUS  |     | 0      | NC   |
| 1989 | West Zakspeed Racing        | Zakspeed 891                | Bernd Schneider   | Ret  | DNPQ | DNPQ | DNPQ | DNPQ | DNPQ | DNPQ | DNPQ | DNPQ | DNPQ | DNPQ | DNPQ | DNPQ | DNPQ | Ret  | DNPQ |     | 0      | NC   |
| 1989 | West Zakspeed Racing        | Zakspeed 891                | Aguri Suzuki      | DNPQ | DNPQ | DNPQ | DNPQ | DNPQ | DNPQ | DNPQ | DNPQ | DNPQ | DNPQ | DNPQ | DNPQ | DNPQ | DNPQ | DNPQ | DNPQ |     | 0      | NC   |
| 1991 | Motor Racing Developments   | Brabham BT59Y Brabham BT60Y |                   | USA  | BRA  | SMR  | MON  | CAN  | MEX  | FRA  | GBR  | GER  | HUN  | BEL  | ITA  | POR  | ESP  | JPN  | AUS  |     | 3      | 9°   |
| 1991 | Motor Racing Developments   | Brabham BT59Y Brabham BT60Y | Martin Brundle    | 11   | 12   | 11   | EX   | Ret  | Ret  | Ret  | Ret  | 11   | Ret  | 9    | 13   | 12   | 10   | 5    | DNQ  |     | 3      | 9°   |
| 1991 | Motor Racing Developments   | Brabham BT59Y Brabham BT60Y | Mark Blundell     | Ret  | Ret  | 8    | Ret  | DNQ  | Ret  | Ret  | Ret  | 12   | Ret  | 6    | 12   | Ret  | Ret  | DNPQ | 17   |     | 3      | 9°   |
| 1992 | Sasol Jordan Yamaha         | Jordan 192                  |                   | RSA  | MEX  | BRA  | ESP  | SMR  | MON  | CAN  | FRA  | GBR  | GER  | HUN  | BEL  | ITA  | POR  | JPN  | AUS  |     | 1      | 11°  |
| 1992 | Sasol Jordan Yamaha         | Jordan 192                  | Stefano Modena    | DNQ  | Ret  | Ret  | DNQ  | Ret  | Ret  | Ret  | Ret  | Ret  | DNQ  | Ret  | 15   | DNQ  | 13   | 7    | 6    |     | 1      | 11°  |
| 1992 | Sasol Jordan Yamaha         | Jordan 192                  | Maurício Gugelmin | 11   | Ret  | Ret  | Ret  | 7    | Ret  | Ret  | Ret  | Ret  | 15   | 10   | 14   | Ret  | Ret  | Ret  | Ret  |     | 1      | 11°  |
| 1993 | Tyrrell Racing Organisation | Tyrrell 020C Tyrrell 021    |                   | RSA  | BRA  | EUR  | SMR  | ESP  | MON  | CAN  | FRA  | GBR  | GER  | HUN  | BEL  | ITA  | POR  | JPN  | AUS  |     | 0      | NC   |
| 1993 | Tyrrell Racing Organisation | Tyrrell 020C Tyrrell 021    | Ukyō Katayama     | Ret  | Ret  | Ret  | Ret  | Ret  | Ret  | 17   | Ret  | 13   | Ret  | 10   | 15   | 14   | Ret  | Ret  | Ret  |     | 0      | NC   |
| 1993 | Tyrrell Racing Organisation | Tyrrell 020C Tyrrell 021    | Andrea de Cesaris | Ret  | Ret  | Ret  | Ret  | DSQ  | 10   | Ret  | 15   | NC   | Ret  | 11   | Ret  | 13   | 12   | Ret  | 13   |     | 0      | NC   |
| 1994 | Tyrrell Racing Organisation | Tyrrell 022                 |                   | BRA  | PAC  | SMR  | MON  | ESP  | CAN  | FRA  | GBR  | GER  | HUN  | BEL  | ITA  | POR  | EUR  | JPN  | AUS  |     | 13     | 7°   |
| 1994 | Tyrrell Racing Organisation | Tyrrell 022                 | Ukyō Katayama     | 5    | Ret  | 5    | Ret  | Ret  | Ret  | Ret  | 6    | Ret  | Ret  | Ret  | Ret  | Ret  | 7    | Ret  | Ret  |     | 13     | 7°   |
| 1994 | Tyrrell Racing Organisation | Tyrrell 022                 | Mark Blundell     | Ret  | Ret  | 9    | Ret  | 3    | 10   | 10   | Ret  | Ret  | 5    | 5    | Ret  | Ret  | 13   | Ret  | Ret  |     | 13     | 7°   |
| 1995 | Nokia Tyrrell Yamaha        | Tyrrell 023                 |                   | BRA  | ARG  | SMR  | ESP  | MON  | CAN  | FRA  | GBR  | GER  | HUN  | BEL  | ITA  | POR  | EUR  | PAC  | JPN  | AUS | 5      | 8°   |
| 1995 | Nokia Tyrrell Yamaha        | Tyrrell 023                 | Ukyō Katayama     | Ret  | 8    | Ret  | Ret  | Ret  | Ret  | Ret  | Ret  | 7    | Ret  | Ret  | 10   | Ret  |      | 14   | Ret  | Ret | 5      | 8°   |
| 1995 | Nokia Tyrrell Yamaha        | Tyrrell 023                 | Gabriele Tarquini |      |      |      |      |      |      |      |      |      |      |      |      |      | 14   |      |      |     | 5      | 8°   |
| 1995 | Nokia Tyrrell Yamaha        | Tyrrell 023                 | Mika Salo         | 7    | Ret  | Ret  | 10   | Ret  | 7    | 15   | 8    | Ret  | Ret  | 8    | 5    | 13   | 10   | 12   | 6    | 5   | 5      | 8°   |
| 1996 | Tyrrell Yamaha              | Tyrrell 024                 |                   | AUS  | BRA  | ARG  | EUR  | SMR  | MON  | ESP  | CAN  | FRA  | GBR  | GER  | HUN  | BEL  | ITA  | POR  | JPN  |     | 5      | 8°   |
| 1996 | Tyrrell Yamaha              | Tyrrell 024                 | Ukyō Katayama     | 11   | 9    | Ret  | DSQ  | Ret  | Ret  | Ret  | Ret  | Ret  | Ret  | Ret  | 7    | 8    | 10   | 12   | Ret  |     | 5      | 8°   |
| 1996 | Tyrrell Yamaha              | Tyrrell 024                 | Mika Salo         | 6    | 5    | Ret  | DSQ  | Ret  | 5    | DSQ  | Ret  | 10   | 7    | 9    | Ret  | 7    | Ret  | 11   | Ret  |     | 5      | 8°   |
| 1997 | Danka Arrows Yamaha         | Arrows A18                  |                   | AUS  | BRA  | ARG  | SMR  | MON  | ESP  | CAN  | FRA  | GBR  | GER  | HUN  | BEL  | ITA  | AUT  | LUX  | JPN  | EUR | 9      | 8°   |
| 1997 | Danka Arrows Yamaha         | Arrows A18                  | Damon Hill        | DNS  | 17   | Ret  | Ret  | Ret  | Ret  | 9    | 12   | 6    | 8    | 2    | 13   | Ret  | 7    | 8    | 12   | Ret | 9      | 8°   |
| 1997 | Danka Arrows Yamaha         | Arrows A18                  | Pedro Diniz       | 10   | Ret  | Ret  | Ret  | Ret  | Ret  | 8    | Ret  | Ret  | Ret  | Ret  | 7    | Ret  | 13   | 5    | 13   | Ret | 9      | 8°   |